# Acordo Tripartido (Chifre da África)
O Acordo Tripartido entre Etiópia, Eritreia e Somália é um acordo de cooperação assinado entre os líderes dos três países em 5 de setembro de 2018. 

## Acordo de setembro de 2018
O Acordo Tripartido, formalmente intitulado Declaração Conjunta sobre Cooperação Abrangente entre Etiópia, Somália e Eritreia, declara que, dados seus "laços estreitos de geografia, história, cultura e religião, bem como interesses comuns vitais" e "respeitando a independência, soberania e integridade territorial de cada um", os três países concordam em cooperar e "construir estreitos laços políticos, econômicos, sociais, culturais e de segurança", coordenar para "promover a paz e segurança regional" e estabelecer um Comitê Conjunto de Alto Nível para coordenar a implementação. O acordo foi assinado em Asmara em 5 de setembro de 2018 por Abiy Ahmed, primeiro-ministro da Etiópia, Mohamed Abdullahi Mohamed (Farmaajo), presidente da Somália, e Isaias Afwerki, presidente da Eritreia. 

## Reuniões e ações
A segunda reunião tripartida foi planejada para novembro de 2018, com os três líderes nacionais reunidos em Gondar e Bahir Dar, na região de Amhara. 
Em 27 de janeiro de 2020, Abiy, Isaias e Farmaajo realizaram uma reunião tripartida em Asmara. Eles adotaram um Plano de Ação Conjunto para 2020 enfocando "paz, estabilidade, segurança e desenvolvimento econômico e social" e incluindo um componente de "segurança" para "combater e neutralizar ... terrorismo, tráfico de armas e tráfico humano e contrabando de drogas".  Martin Plaut, jornalista especializado em África, comentou sobre a falta de conferência de imprensa após o encontro, reclamando da ausência de detalhes sobre os planos tripartites. Plaut sugeriu que a reunião tripartida de 27 de janeiro, juntamente com reuniões bilaterais de Abiy para uma base militar eritreia em julho de 2020, de Farmaajo para Asmara em 4 de outubro de 2020, e Isaias para a base aérea do Aeroporto Harar Meda em Bishoftu em 14-15 de outubro de 2020 foram usadas pelos três líderes para discutir e preparar a estratégia para a Guerra do Tigray. 